# Toyota Aygo
A Toyota Aygo egy miniautó, amelyet a japán Toyota Motor Corporation gyárt 2005 óta. Összesen 3 generációja van. A Toyota és a Peugeot-Citroen közös vállalata, a Toyota Peugeot Citroën Automobile Czech (TPCA) gyártja Kolínban, a Cseh Köztársaságban. Az Aygo gyakorlatilag azonos a Peugeot 108 (korábban 107) és a Citroën C1 modellekkel.

## Az első generáció (AB10, AB20, AB30; 2005–2014)

### Az első fázis (AB10; 2005–2009)
Az autó gyártására vonatkozó döntés 2001. július 12-én történt meg, amikor a Toyota és a PSA Peugeot Citroën, Fujio Cho és Jean-Martin Folz elnökei úgy döntöttek, hogy egy kisautót gyártanak a fejlesztési költségek megosztása érdekében. Ezt a projektet B-Zero-nak hívták. A Peugeot 107 és a Citroën C1 lényegében azonosak a modellel.

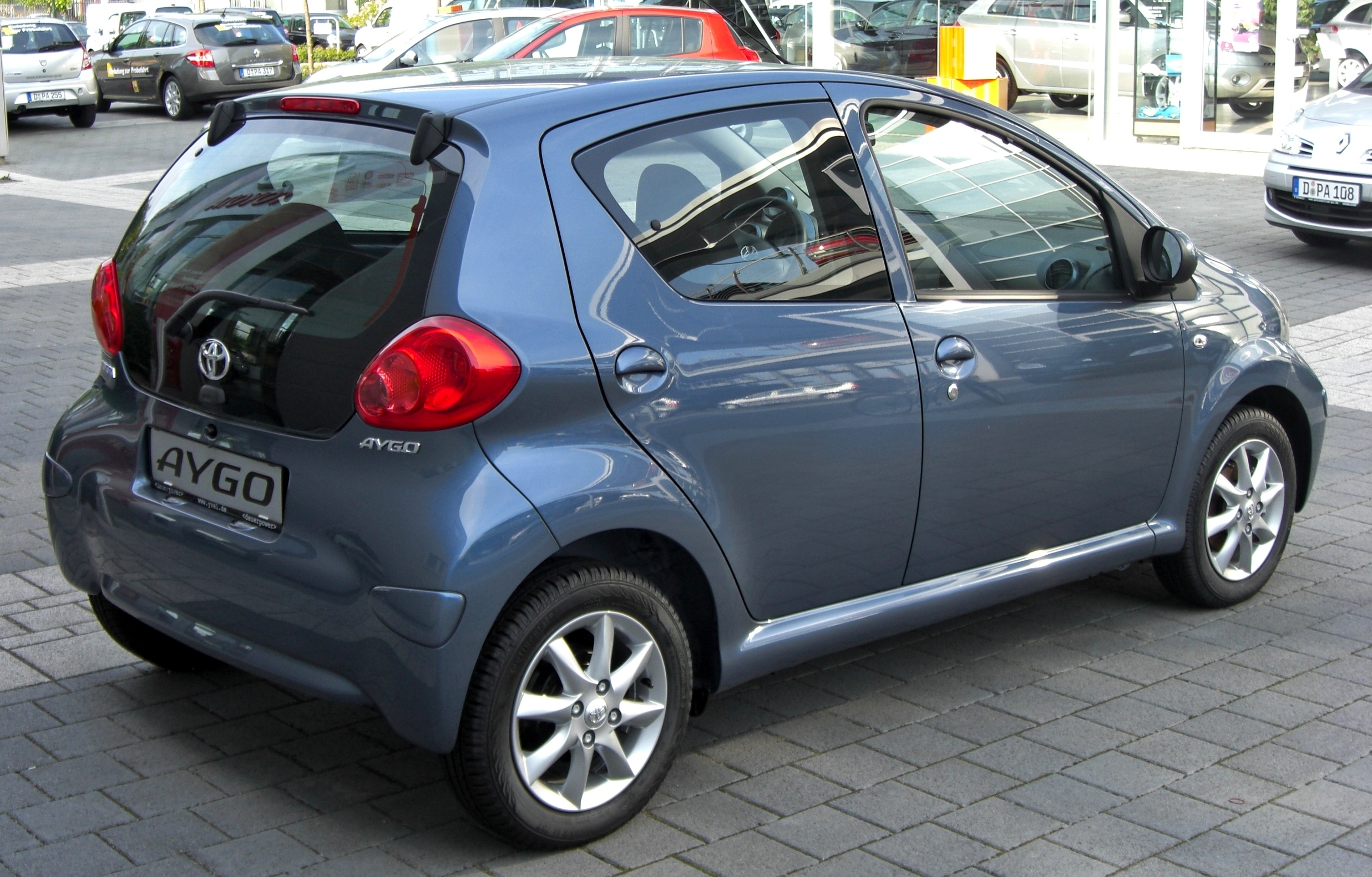
Pre-facelift Toyota Aygo

Az Aygo ára a korához képest 8 500 euró (GB £ 6,845) volt. A fő különbség az Aygo és testvérei között megtalálható a belső berendezésekben, jelvényekben, logókban és az autó könnyen felismerhető hátsó végében keresendő. A tervezett gyártás évente 300 000 gépkocsit jelent - márkanévenként 100 000 gépkocsit. Az értékesítés 2005 júliusában kezdődött, az első autó három vagy öt ajtós hatchback stílusban volt kapható. Két motor áll rendelkezésre: egy 1,0 literes, háromhengeres, 51 kW-os teljesítményű motor és egy 1,4 literes HDi dízel I4-es motorja, amely 54 lóerős (40 kW) volt.
Az Aygo-t a BBC 's Top Gear -en is használták egy óriási labdarúgó mérkőzésen, bemutatva a jó kormányozhatóságot. A Top Gear előadók az Aygo és a Peugeot és a Citroën társai tekintélyes városi autóknak tekintették.
A módosított Aygo-t az Ötödik Gear-en is használták, hogy egy tizenkét méter magas hurkot tegyen a hurokra egy speciálisan tervezett vágányon, hogy megállapíthassa, hogy a Hot Wheels játékokkal végzett kaszkadőr a való életben replikálható-e. Az autót stuntat Steve Truglia kaszkadőr hajtotta 2009 májusában.
2009 januárjában az Aygo a Toyota egy globális visszahívása része volt egy hibás tapadóspedálnak. Megállapították, hogy bizonyos körülmények között a pedál részlegesen lecsaphat, vagy lassan visszatérhet a kikapcsolt helyzetbe. A visszahívás az Aygo, a Peugeot 107 és a Citroën C1 modellt érintette, amelyek 2005 februárja és 2009 augusztusa között készültek. A Toyota későbbi tájékoztatása azonban azt sugallta, hogy csak az automatikus sebességváltókkal rendelkező Aygos érintettek, és a kézi sebességváltók nem.

### A második fázis (AB20; 2009–2012)
Az Aygo megkapta első faceliftjét, amelyen az első lökhárító alakját megváltoztatták, és a hátsó lámpákat átlátszó megjelenésűvé változtatták az eredeti vörös színű "fürtökből".

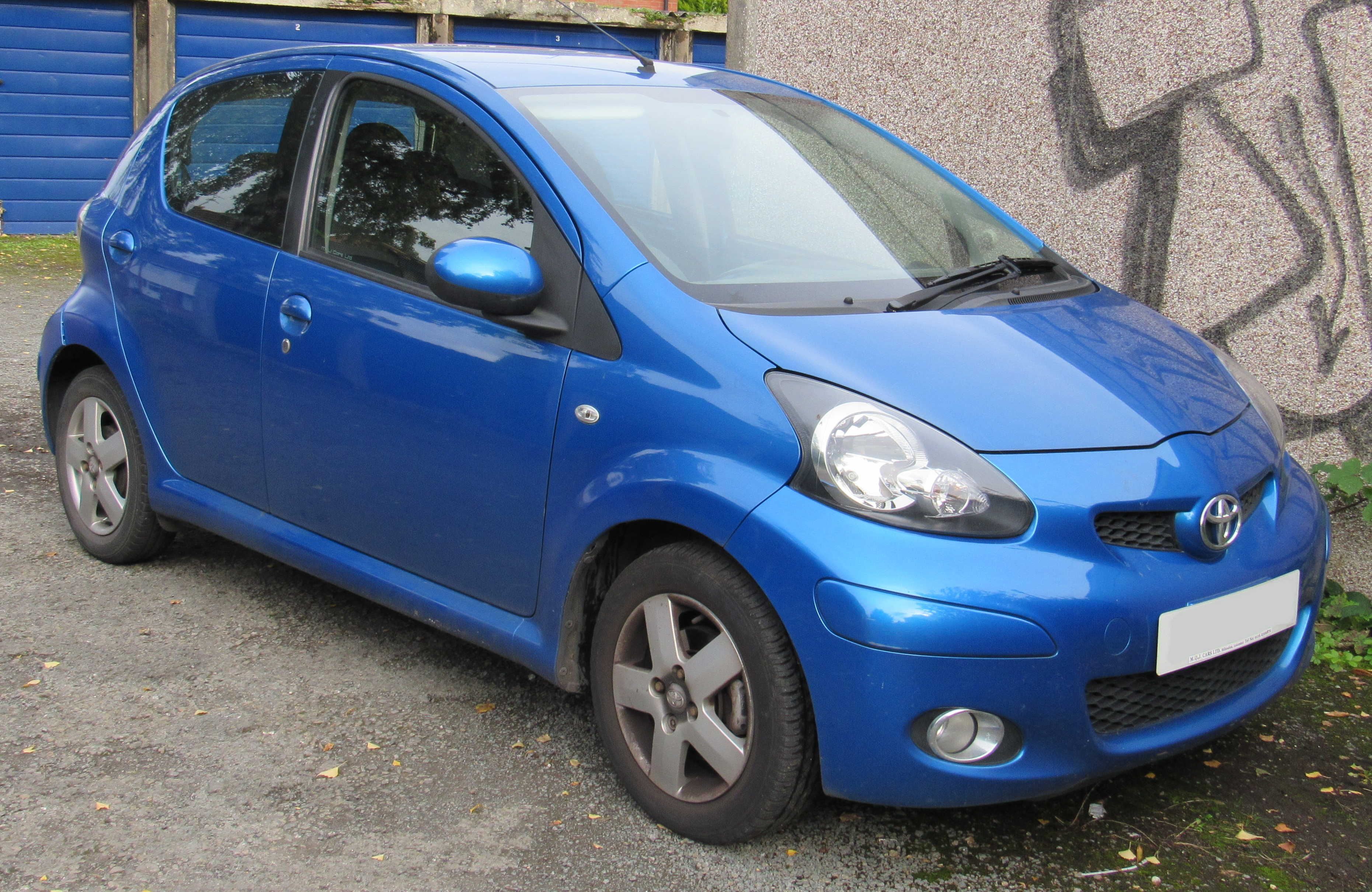
2010 Toyota Aygo facelift
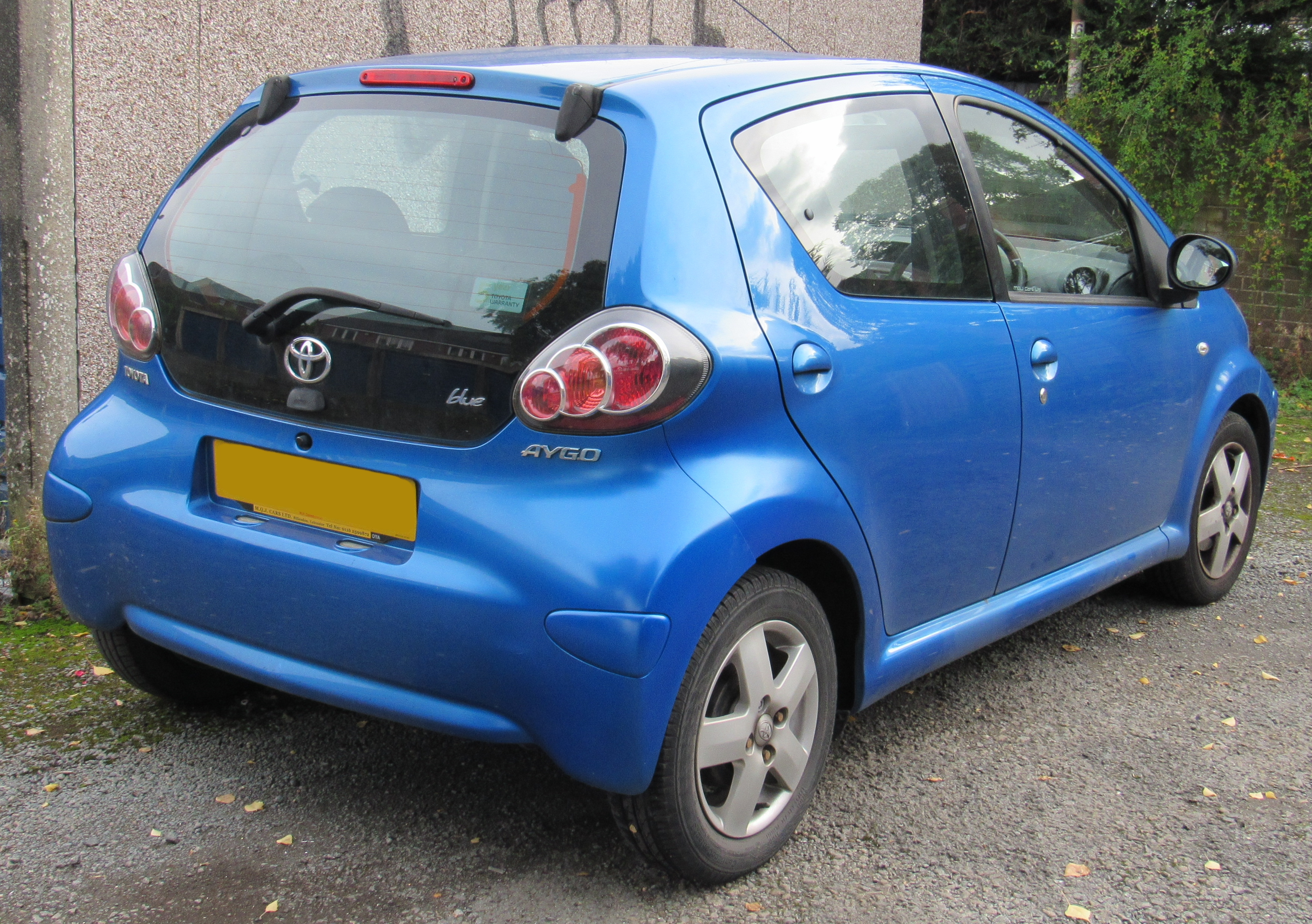
2010 Toyota Aygo facelift

### A harmadik fázis (AB30; 2012–2014)
Az Aygo 2014-ben kapta meg a második faceliftjét, ezúttal sokkal több szögletes lökhárítót került rá, valamint nappali menetfényt (DRL) is beillesztettek.

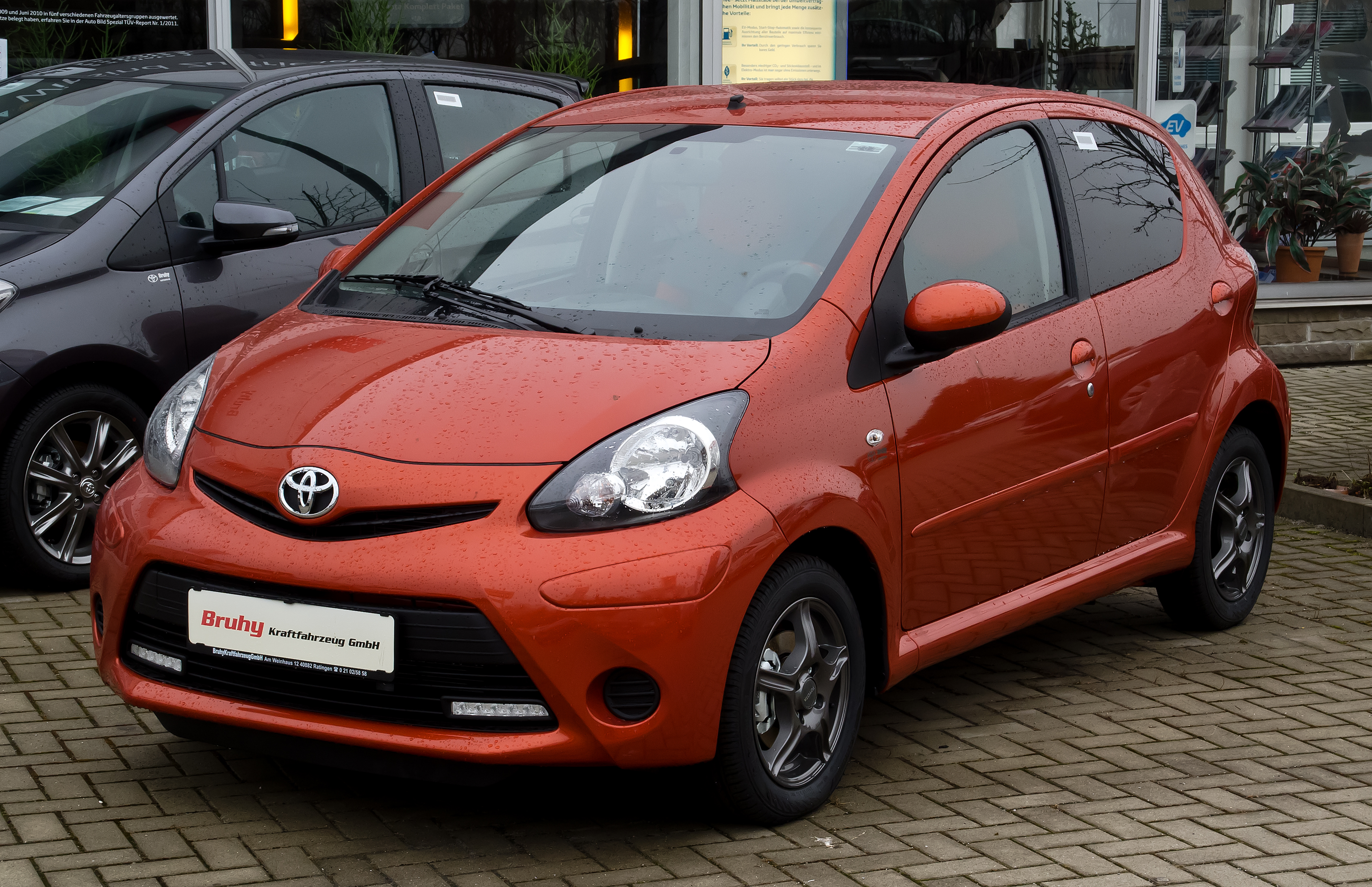
2012 Toyota Aygo facelift
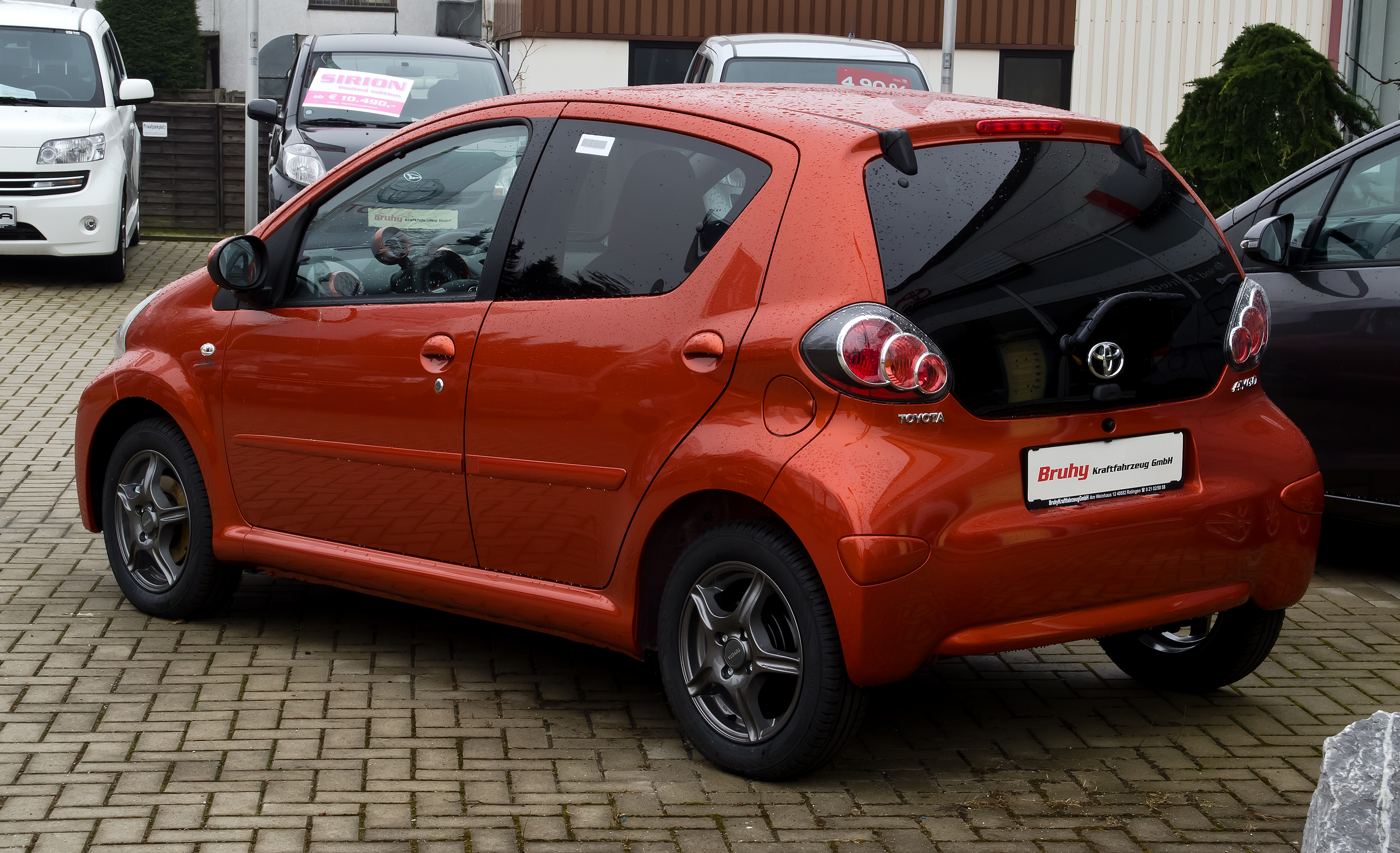
2012 Toyota Aygo facelift

### Megbízhatóság
A német autóklub 2010 májusában jelentett bontási statisztikái az Aygo-t (amely a Citroën C1 és a Peugeot 107 csoportokkal összevont adatok ) az apró kocsi kategóriában tette fel, az egy évnél idősebb autók alacsony és négy évig.

### Motorok
| Modell   | Évjárat   | Típus | Méret   | Teljesítmény         | Nyomaték | Gyorsulás 0-100 km/h-ra | Végsebesség | CO2 kibocsátás (g/km) |
| -------- | --------- | ----- | ------- | -------------------- | -------- | ----------------------- | ----------- | --------------------- |
| 1.0i 12V | 2005–2014 | I3    | 998 cm3 | 68 PS (50 kW; 67 LE) | 93 Nm    | 14,2 másodperc          | 158 km/h    | 106                   |

| Modell    | Évjárat   | Típus | Méret    | Teljesítmény  | Nyomaték | Gyorsulás 0-100 km/h-ra | Végsebesség | CO2 kibocsátás (g/km) |
| --------- | --------- | ----- | -------- | ------------- | -------- | ----------------------- | ----------- | --------------------- |
| 1.4HDi 8V | 2005–2007 | I4    | 1398 cm3 | 40 kW (54 LE) | 130 Nm   | 15,6 másodperc          | 154 km/h    | 109                   |

### Biztonság
| Euro NCAP teszteredmények    | Euro NCAP teszteredmények | Euro NCAP teszteredmények |
| ---------------------------- | ------------------------- | ------------------------- |
| 5 ajtós LHD hatchback (2005) |                           |                           |
| Teszt                        | Pontszám                  | Értékelés                 |
| Felnőtt esetén               | 26                        | 4/5                       |
| Gyermek esetén               | 37                        | 4/5                       |
| Gyalogos esetén              | 25,1                      | 2/4                       |

| Euro NCAP teszteredmények              | Euro NCAP teszteredmények | Euro NCAP teszteredmények |
| -------------------------------------- | ------------------------- | ------------------------- |
| Toyota Aygo 1.0 High Grade, LHD (2012) |                           |                           |
| Teszt                                  | Pontszám                  | Százalék                  |
| Értékelés                              | 3/5                       | 3/5                       |
| Felnőtt esetén                         | 25                        | 68                        |
| Gyermek esetén                         | 36                        | 73                        |
| Gyalogos esetén                        | 19                        | 53                        |
| Biztonsági segédlet                    | 5                         | 71                        |

### Toyota Aygo Crazy

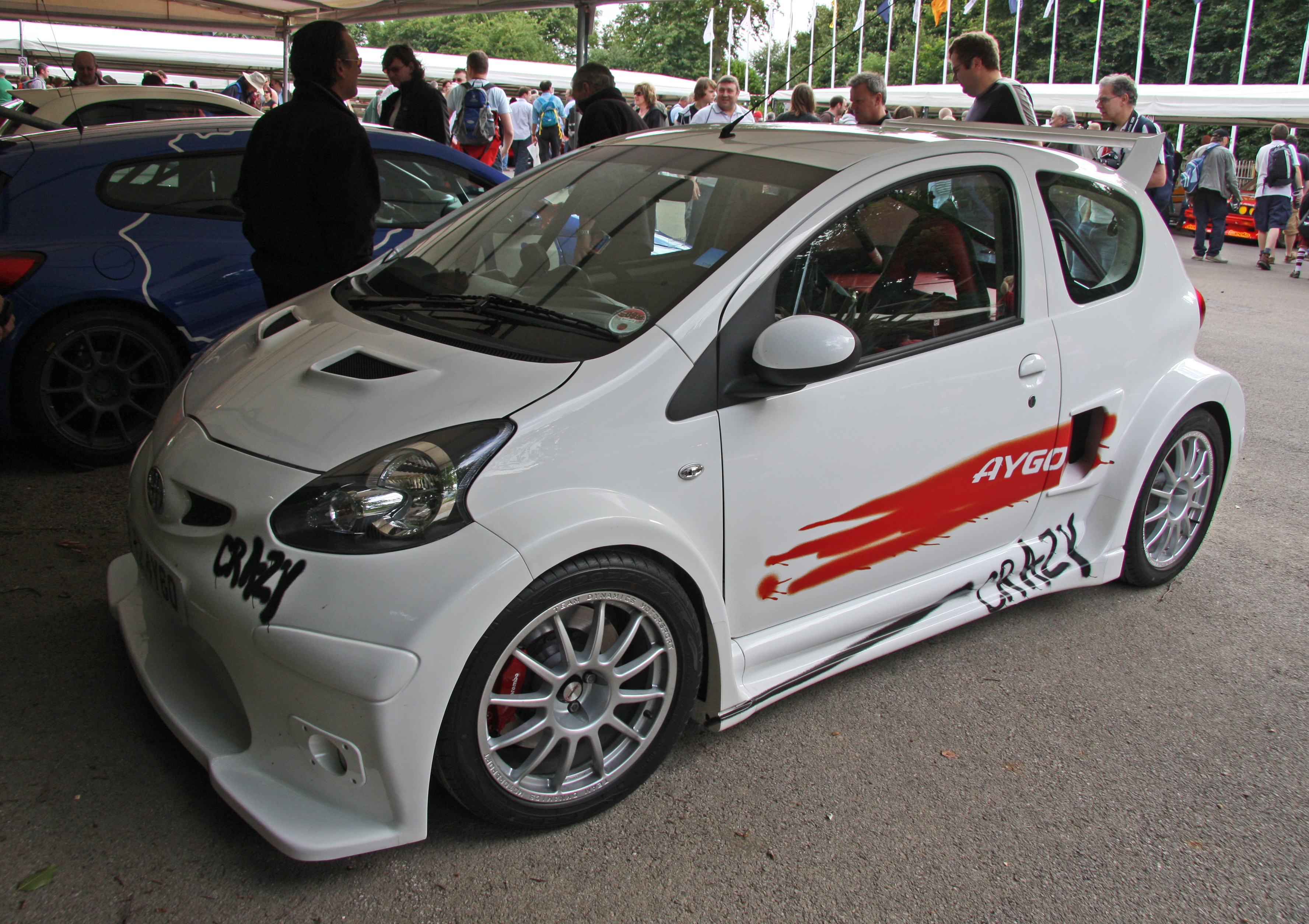
Toyota Aygo Crazy

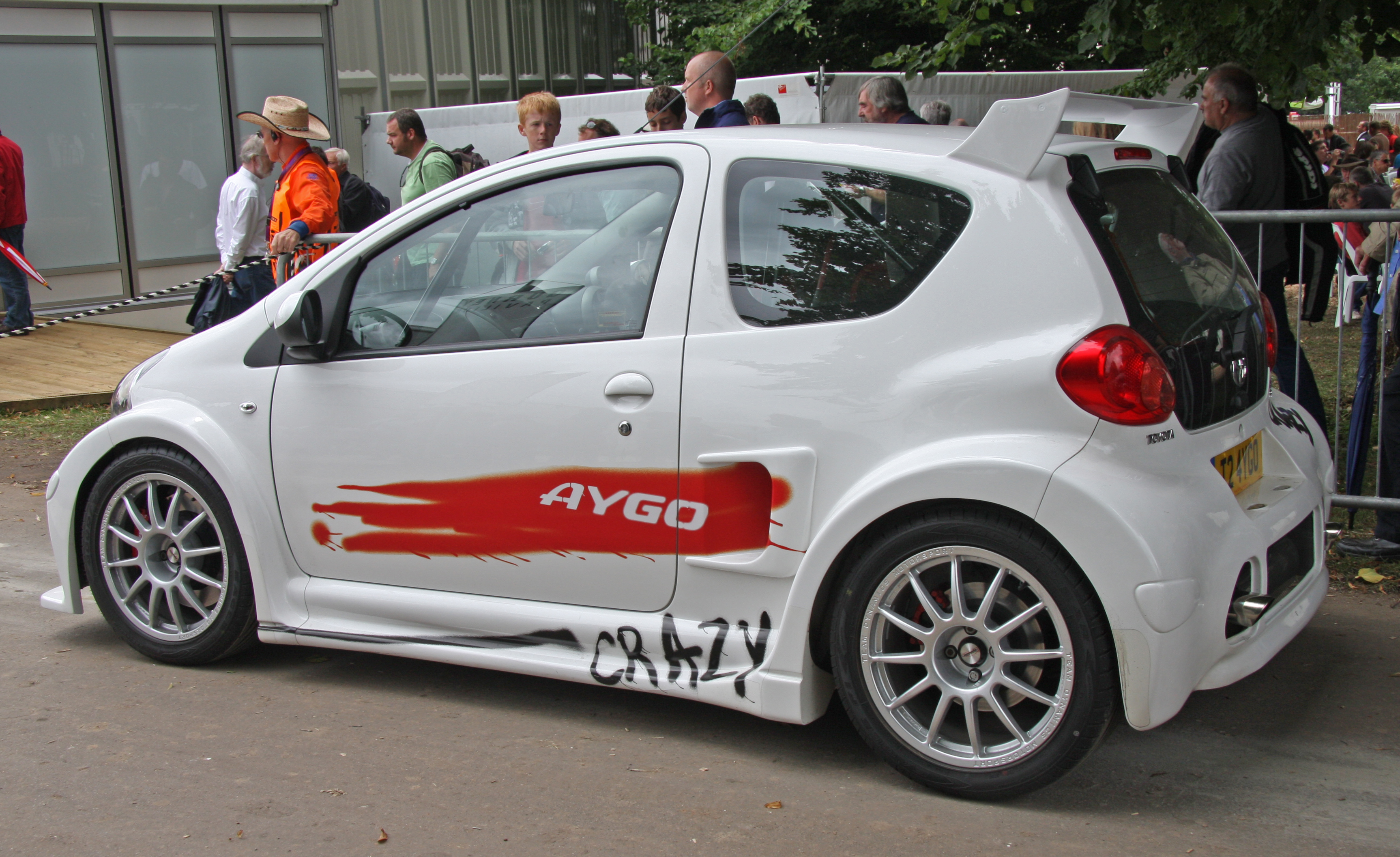
Toyota Aygo Crazy hátulról

2008-ban a Toyota létrehozta a Toyota Aygo alapú hajtható, egyszeri koncepcióautót. Nevezett a Aygo őrült, úgy mutatta be a nyilvánosság a 2008. júliusi Brit Nemzetközi Autókiállításon a London előtt megjelenő más motoros mutatja, hogy idén székhelye az Egyesült Királyságban. Az Aygo Crazy egy közepes 1,8 l-es VVTi motorral rendelkezik a Toyota MR2 és a Celica motoroktól, egy MR2 ötsebességű váltóval és Toyota Motorsport turbófeltöltő átalakítással. A gyártó azt állítja, hogy a motor 147 kW (197 lóerős) teljesítményt produkál 6.700 fordulat / percnél és 240 N⋅m (177 lb⋅ft) nyomatéknál, 3.400 fordulat/percnél.
Mindössze 1050 kg (2 315 lb) súlyú, 5,55 másodperc sebességű 0-100 km/órára (0-62 mph) és 204 km/h a csúcssebessége (127 mph). A normál Aygo-tól eltérően nincsenek meghajtású segédeszközök, szervokormány vagy blokkolásgátlós fékek, de a hátsó kerék meghajtásának elrendezése segít a vontatásnak erősen gyorsulni.
A külső módosítások szélesebb íveket tartalmaznak, hogy befogadják az extra pálya egy hüvelykét, a Goodyear gumiabroncsokkal ellátott 17 colos könnyűfém keréktárcsákat és a 322 km / h (200 mph) amerikai Champ Car sorozatú szénszálas hátsó spoiler .
A felfüggesztés az MR2-ből áll, állítható Tein lengéscsillapítókkal és MacPherson rugókkal elöl és hátul. Az extra teljesítmény érdekében a Toyota továbbfejlesztette a szabványos 247 mm-es (9,7 in) első féktárcsákat egy 328 mm-es (12,9 hüvelyk) Brembo átalakítással, 280 mm-es (11,0 hüvelykes) szellőztetett hátsó tárcsával, a 200 mm-es (7,9 hüvelyk) rendszerint az Aygo-n található. Felhúzott Helix tengelykapcsolót is használnak.
A belső részek egy részleges tekercsházat tartalmaznak, amely az extra komfortérzetet és a vezető védelmét szolgálja. Két, kifejezetten vörös és fekete dísztárcsás sportülések , valamint a sparrco kormánykerékkel ellátott, velúrkarosszék, kiegészíti a versenyt.
A Toyota azt állítja, hogy az Aygo Crazy költsége GB £ 100,000.

### BYD F0

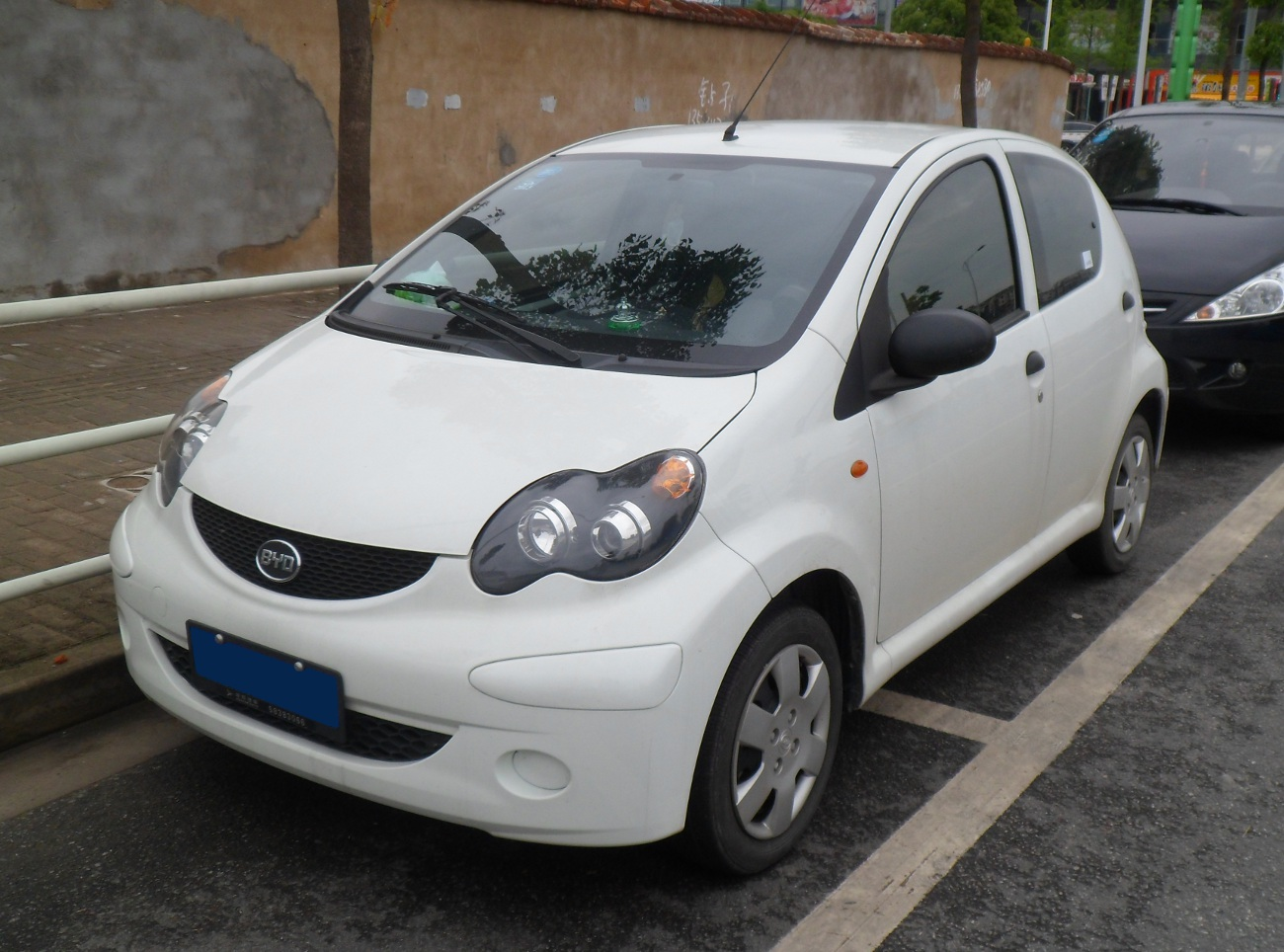
BYD F0 (Front)

2008-tól a BYD Auto kínai autógyártó gyártja a BYD F0-ot, amely úgy néz ki, mint az Aygo.

## A második generáció (AB40; 2014–2021)

### Az első fázis (2014–2018)

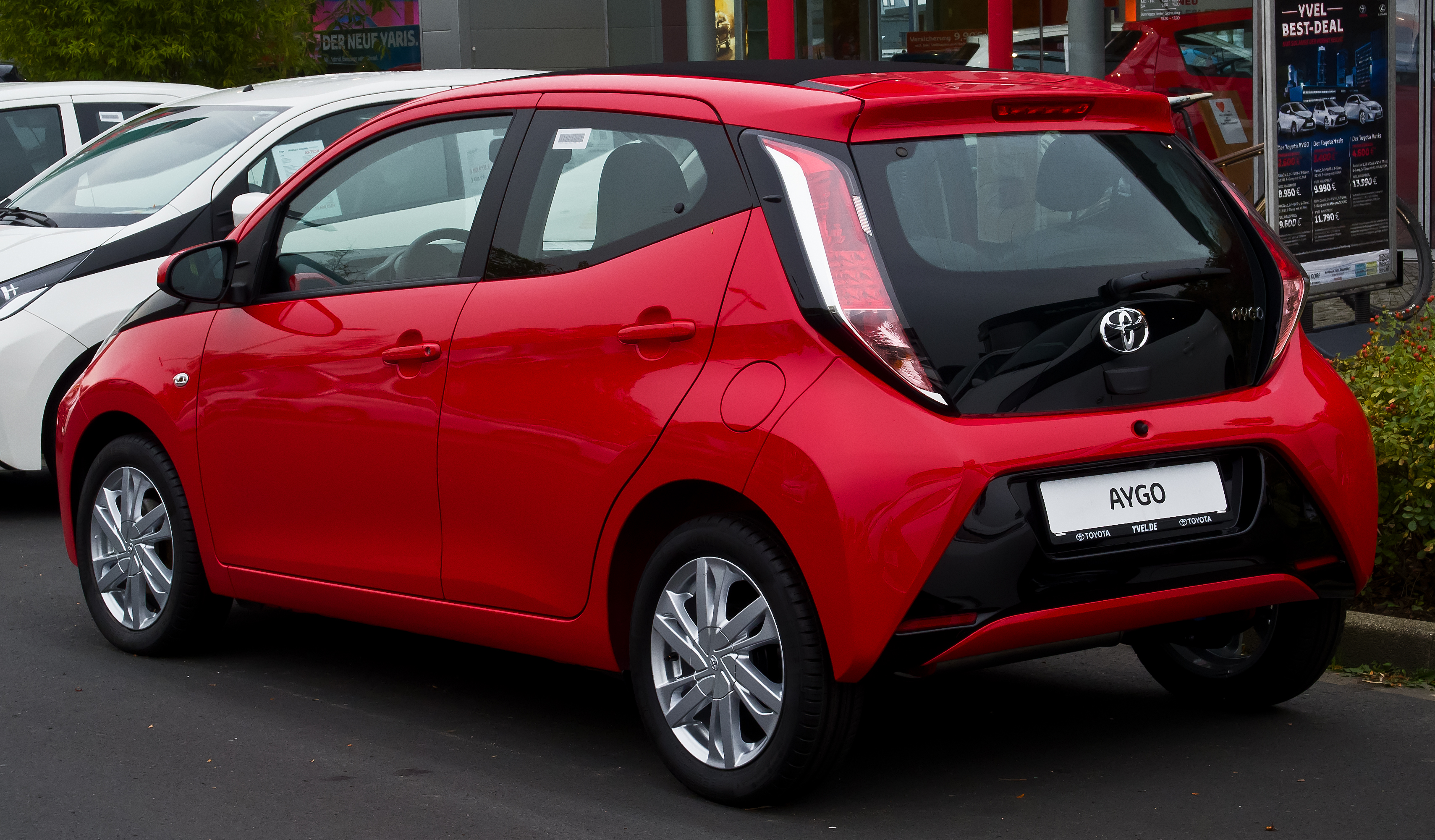
Rear view (pre-facelift)

A Toyota 2014-ben bemutatta a teljesen újratervezett Aygo-t, a 2014. márciusi Genfi Autószalonon, a "mulatságos magad" szlogen alatt. A design japán ifjúsági kultúrának köszönhető, melyet a japán manga robot Astro Boy és a tojás dobozban inspirált, és amelynek célja, hogy az Aygo könnyebben hozzáférhetővé váljon a fiatalabb vezetők számára, és lehetővé tegye a nagyobb testreszabhatóságot. [12] [13] A gyártósor 2014. május 27-én kezdődött el. A modellek közé tartozik:
- Aygo x - alapmodell, elektromos elülső ablakokkal, tükrökkel és nappali világítással
- Aygo x-play - az 'x' mellett - kézi váltóáramú, Bluetooth kapcsolattal és kormánykerékkel
- Aygo x-nyomás - az "x-play" mellett - 15 hüvelykes ezüstötvözetek, bőrből készült bőr ülések, "x-touch" 7 hüvelykes multimédia rendszer, DAB + rádió, első ködlámpák és hátulnézeti tolató kamera
- Aygo x-cite - (speciális kiadás) - az "x-pression" mellett - 15 hüvelykes fényes feketeötvözetek és opcionális "x-nav"
- Aygo x-clusiv - (speciális kiadás) - az "x-pression" mellett - 15 hüvelykes megmunkált ötvözetek, klímaberendezés AC, opcionális "x-nav" és intelligens belépés és indítás
- Aygo x-pure - (különleges kiadás) - az "x-pression" mellett - (az ülés részével együtt) Pure White színben, ezüstszínű "X" és hátsó lökhárítóval, fehér megmunkált ötvözetekkel .

Az Aygo számos biztonsági funkciót is tartalmaz, mint például a jármű stabilitását szabályozó (VSC), blokkolásgátló fékrendszer (ABS), indításgátló segédműködtetés (HAC) és kiegészítő biztonsági rendszer (SRS) hat légzsákkal.

### A második fázis (2018-2021)
A frissített második generációs Aygo a 2018. márciusi Genfi Autószalonon mutatkozott be.

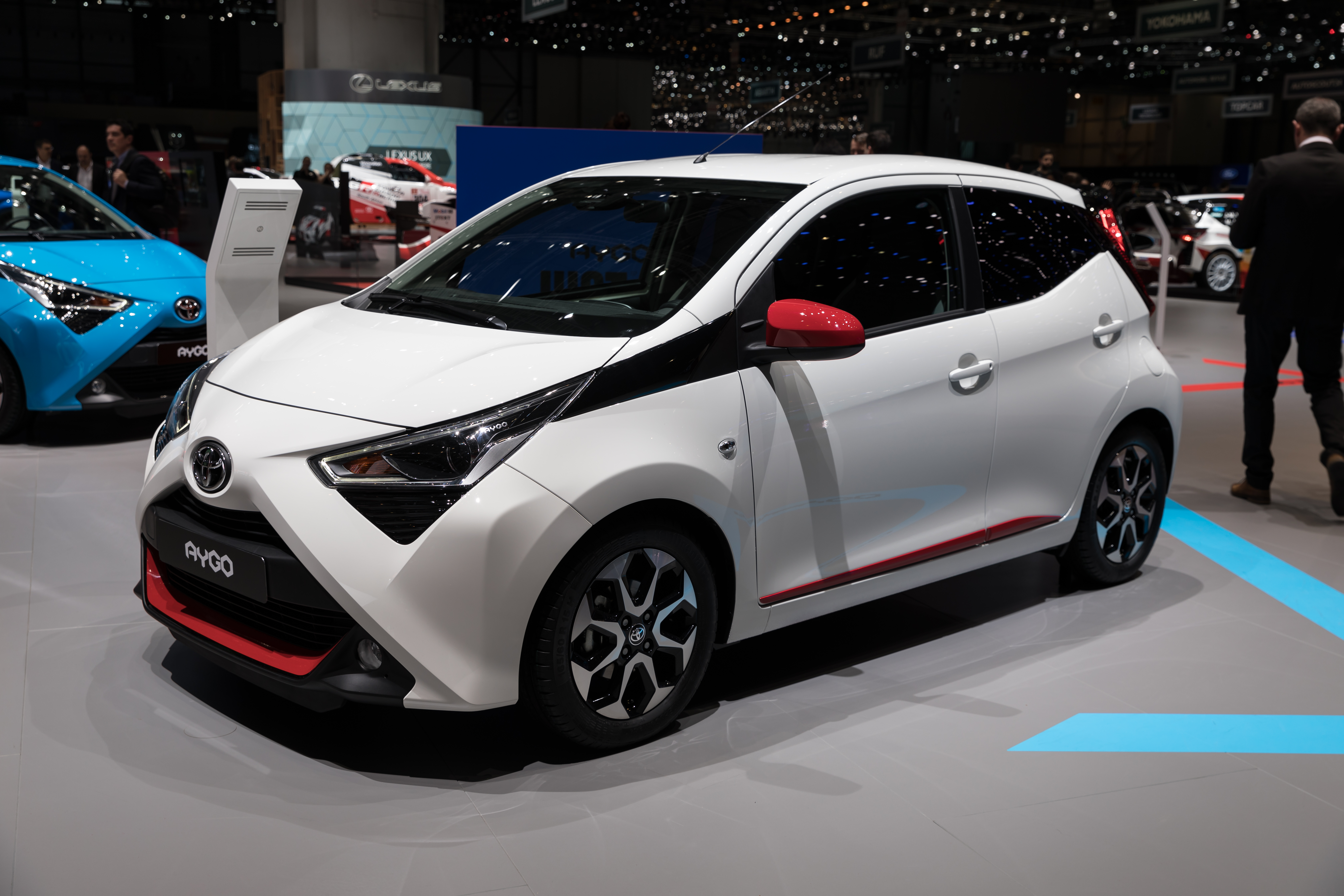
2018 Toyota Aygo facelift
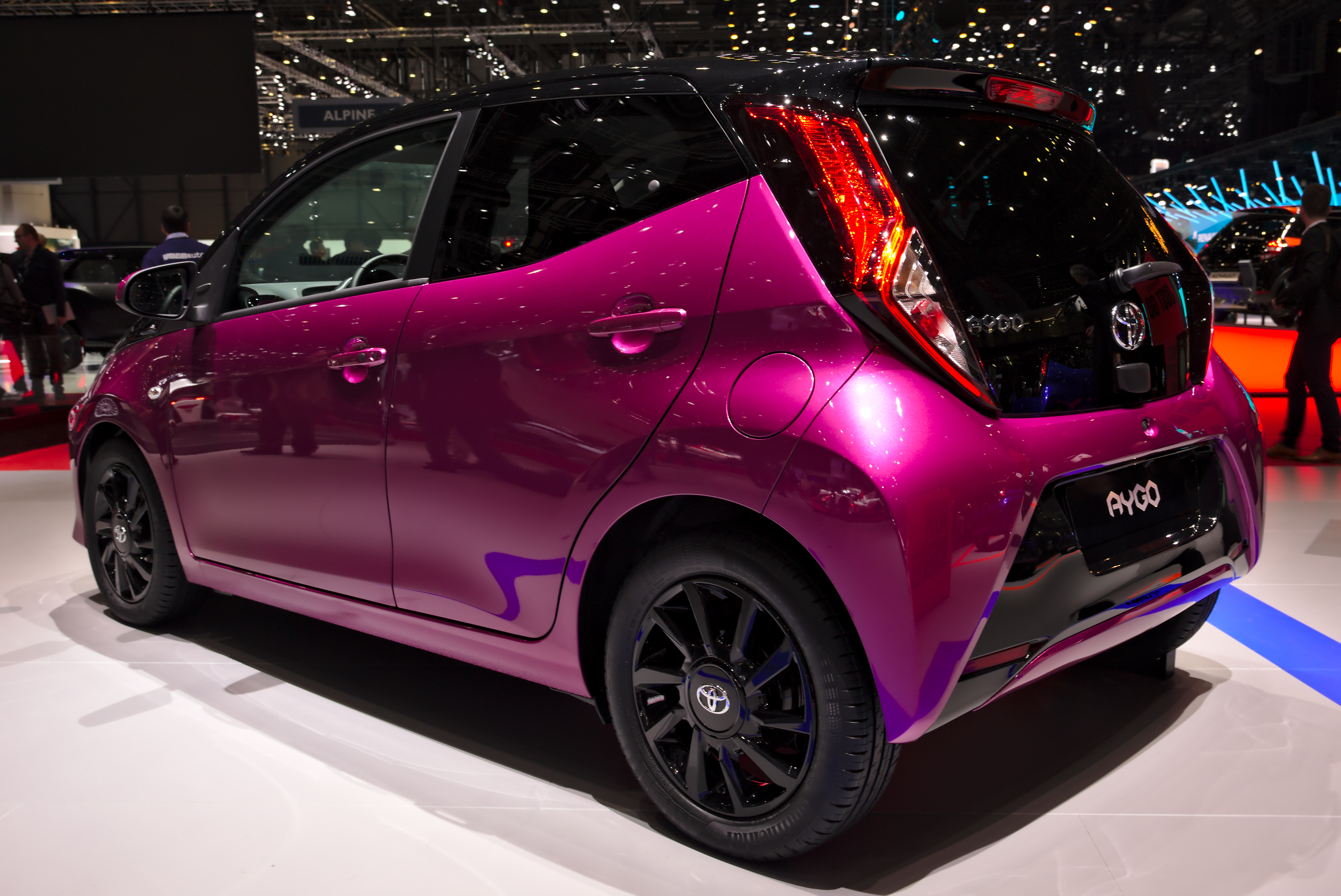
2018 Toyota Aygo facelift

## Fordítás
Ez a szócikk részben vagy egészben  a   Toyota Aygo című angol Wikipédia-szócikk fordításán alapul.  Az eredeti cikk szerkesztőit annak laptörténete sorolja fel. Ez a jelzés csupán a megfogalmazás eredetét és a szerzői jogokat jelzi, nem szolgál a cikkben szereplő információk forrásmegjelöléseként.

## További információ
- A Wikimédia Commons tartalmaz Toyota Aygo témájú kategóriát.